# Maria Zofia Russocka
Maria Zofia Russocka (ur. 21 stycznia 1866 w Dębnikach, zm. 29 listopada 1947 w Katowicach) – ziemianka, działaczka gospodarcza i społeczna.

## Życiorys
Córka Józefa Kalasantego Russockiego (około 1807–1879) i Marianny z Żuławskich. Po sprzedaniu w 1884 roku majątku Szyk Towarzystwu Zaliczkowemu zamieszkała wraz z matką w Limanowej. W 1894 współzałożycielka Towarzystwa Zaliczkowego i Ochrony Własności Ziemskiej, w latach 1905–1938 była jego dyrektorem. Była to organizacja spółdzielcza, zajmująca się udzielaniem kredytów i propagująca wyższą kulturę rolną wśród chłopów. Wraz z Adamem Skaryszewskim-Żukiem i Zygmuntem Marsem założyła także w Limanowej Powiatową Centralę Spółdzielni Rolniczej „Kosa”. Od grudnia 1904 roku była współzałożycielką i wiceprezesem Stowarzeszenia Pomocy Przemysłowej w Limanowej afiliowanego przy Lidze Pomocy Przemysłowej we Lwowie. Działała także w Katolickim Stowarzyszeniu „Przyjaźń”.
Po wybuchu I wojny światowej założyła Koło Ligi Kobiet Galicji i Śląska któremu przewodniczyła. Była w latach 1915–1918 członkinią i wiceprzewodniczącą Naczelnego Zarządu LKGiŚ. W Łososinie pod Limanową założyła, a następnie prowadziła, ochronkę dla dzieci po poległych legionistach. W lutym 1918 była współorganizatorką protestu obywatelskiego przeciwko postanowieniom traktatu brzeskiego.
W niepodległej Polsce, oprócz pracy w Towarzystwie Zaliczkowym i Ochrony Własności Ziemskiej, kierowała wraz z Eugenią Wolf Biblioteką Miejską Towarzystwa Szkół Ludowych w Limanowej. W 1938 ze względu na stan zdrowia zrezygnowała i powróciła do odkupionego przez nią od Towarzystwa Zaliczkowego majątku Szyk, gdzie przeżyła wojnę.
Po 1945 majątek przejął Skarb Państwa, zabierając po parcelacji maszyny i sprzęt do PGR w Łososinie Górnej, samą zaś Russocką wysiedlono poza obręb województwa krakowskiego. Zmarła 29 listopada 1947 w Katowicach, pochowano ją w grobowcu rodziny Marsów na cmentarzu parafialnym w Limanowej.

## Ordery i odznaczenia
- Złoty Krzyż Zasługi (9 listopada 1932)[8]
- Medal Niepodległości (17 września 1932)[9]